# ES Весов
ES Весов (лат. ES Librae), HD 135681 — двойная затменная переменная звезда типа Беты Лиры (EB) в созвездии Весов на расстоянии приблизительно 474 световых лет (около 145 парсеков) от Солнца. Видимая звёздная величина звезды — от +7,57m до +7,1m. Орбитальный период — около 0,883 суток (21,193 часов).

## Характеристики
Первый компонент — белая звезда спектрального класса A2-3V или A3III.